# Contrada Scala
Contrada Scala este o arie protejată (arie specială de conservare — SAC, sit de importanță comunitară — SCI) din Italia întinsă pe o suprafață de 740 ha, integral pe uscat.

## Localizare
Centrul sitului Contrada Scala este situat la coordonatele 38°07′54″N 15°54′41″E / 38.131667°N 15.911389°E.

## Înființare
Situl Contrada Scala a fost declarat sit de importanță comunitară în septembrie 1995 pentru a proteja 4 specii de animale. Situl a fost protejat și ca arie specială de conservare în aprilie 2018.

## Biodiversitate
Situată în ecoregiunea mediteraneană, aria protejată conține 4 habitate naturale: Păduri de pin (sub-) mediteraneene cu pini negri endemici, Păduri de Abies alba din Apeninii sudici, Păduri de fag din Apenini cu Abies alba și păduri de fag cu Abies nebrodensis, Lande oro-mediteraneene cu formațiuni endemice de grozamă.
La baza desemnării sitului se află mai multe specii protejate:
- păsări (2): ciocănitoare neagră (Dryocopus martius), codroșul de pădure (Phoenicurus phoenicurus)
- mamifere (1): lupul (Canis lupus)
- nevertebrate (1): Rosalia alpina

Pe lângă speciile protejate, pe teritoriul sitului au mai fost identificate 11 specii de plante, 1 specie de amfibieni, 6 specii de mamifere, 2 specii de nevertebrate.